# Alice Karger
Alice Karger (* 28. September 1926 als Alice Köckritz; † 5. November 2017 in Dresden) war eine deutsche Leichtathletin.

## Leben
Karger war, für die DDR startend, in den 1950er Jahren im 200-Meter-Lauf erfolgreich.
Am 4. Juli 1953 war sie in Krakau an einem inoffiziellen Weltrekord der DDR-Nationalstaffel im 4-mal-200-Meter-Lauf beteiligt (1:39,5 min: Annemarie Clausner, Ursula Jurewitz, Christa Seliger, Alice Karger).
1951 und 1952 wurde sie DDR-Meisterin im 200-Meter-Lauf.
Alice Karger gehörte dem Sportverein BSG Motor Dresden-Ost an. Bei einer Größe von 1,74 m hatte sie ein Wettkampfgewicht von 66 kg.